# Getty Kaspers
 (février 2020).
Si vous disposez d'ouvrages ou d'articles de référence ou si vous connaissez des sites web de qualité traitant du thème abordé ici, merci de compléter l'article en donnant les références utiles à sa vérifiabilité et en les liant à la section « Notes et références ».
Getty Kaspers, née le 5 mars 1948 à Graz en Autriche, est une chanteuse néerlandaise.
Elle est connue pour avoir été la chanteuse du groupe Teach-In qui a remporté le Concours Eurovision de la chanson 1975 avec la chanson Ding-a-dong.